# きくちあいのりタクシー
きくちあいのりタクシーは、熊本県菊池市で運行する事前予約制の乗合タクシーである。

## 概要
- 熊本県菊池市の中山間・山間地域等の公共交通空白地域と市街地等を結ぶべんりカーとして、運行している[1]。
- バスは、路線上の地区からの利用が主であったが、この乗合タクシーに路線はなく、指定された地域全体が運行地域であり、自宅から乗れ、自宅まで帰れることから、利用者の利便性は向上したにもかかわらず、市の支出は、バス運行時と比較し、約1/3に大幅に減少している。
- 事前予約制のため、予約がなければ運行しない。
- 予約があれば、運行車輌をセダンタイプとジャンボタクシーで使い分けて対応する。1度に複数台出ることもある。
- 運行欠損額の計算の基礎は、メーター運賃方式で、日額・月額等の車輌借上方式ではない。
- NTTの運行システムは導入していないが、既存のタクシー事業のノウハウで、旧菊池市の中山間・山間地域のほぼ全域をカバーできている。
- 国の補助事業やコンサルタントは導入していない。

## 沿革
- 2004年2月-3月 - 「小木地区および迫間地域の一部」において試験運行。
- 2004年8月 - 「小木地区および迫間地域の一部」、「バス路線旧原線沿線およびその延長地域」の2つの地域で運行開始。
- 2006年10月 - 上記「小木地区および迫間地域の一部」にバス路線旧穴川線沿線およびその延長地域を加え「龍門地域線」とし、「バス路線旧原線沿線およびその延長地域」にバス路線旧立門線と旧四町分線の沿線およびその延長地域を加え「水源地域線」として運行地域を大幅に拡大。水源地域線は、隣市の阿蘇市深葉地区にまで延伸している。
  - 同時にきくち観光あいのりタクシーとして、「菊池渓谷線」「竜門ダム線」の運行も開始。
- 2008年4月 - 「泗水西部地域線」の運行開始、観光あいのりタクシーの「鞠智城線」の運行開始。
- 2009年10月 - 「泗水東部地域線」の運行開始。
- 2010年6月18日 - 菊池市の交通体系について、その取り組みが顕著であるとして国土交通大臣表彰を受賞[2]。
- 2011年4月 - 「旭志東部地域線」の運行開始。

## コース
中山間・山間地域等の公共交通空白地域の自宅等と、市街地やまちなか地域とを「ドアtoドア」で結ぶ。
生活交通確保路線／運行は平日の隔日運行
- 水源地域線（水源地域 - 菊池市街地）／運行は月・水・金
- 龍門地域線（龍門地域 - 菊池市街地）／運行は火・木・土
- 泗水西部地域線（泗水西部地域 - 泗水まちなか・桜山３ヶ所）／運行は月・水・金
- 泗水東部地域線（泗水東部地域 - 泗水まちなか・桜山３ヶ所）／運行は火・木・土
- 旭志東部地域線（旭志東部地域 - 旭志むらなか）／運行は月・水・金
- 旭志東部地域線（旭志東部地域 - 菊池市街地）／運行は火・木・土

観光利便向上路線／運行は土・日・祝日・振替休日・市の定めるゴールデンウィーク期間
- 菊池渓谷線（菊池渓谷 - 旅館街・電鉄菊池プラザ）
- 竜門ダム線（竜門ダム - 旅館街・電鉄菊池プラザ）
- 鞠智城線（鞠智城 - 旅館街・電鉄菊池プラザ）

## 運賃・運行会社
運行に際し、菊池市が市内のタクシー事業者4社にメーター運賃を基礎とし、実際にかかったメーター運賃と利用者負担額(地区ごとの固定)との差額(運行欠損額)を補助している。 
利用者負担額は、地区ごとの定額で距離に応じて200円 - 1,200円。ただし、菊池市域での上限額は600円、菊池市域でも菊池渓谷、フラワーヒル菊池高原は観光スポットで居住区域でないことから、900円。
※菊池市域でない地区は、阿蘇市深葉地区のみで1,200円。

### 運行会社
- 有限会社キクチ観光タクシー
- 株式会社一真
- 株式会社TaKuRoo（旧：熊本電鉄タクシー株式会社）

## 車両
予約に応じて、セダンまたはジャンボタクシーを使用する。予約がなければ運行しない。